# ستيفن روس
ستيفن روس (بالإنجليزية: Steven Ross)‏ من مواليد (29 أغسطس 1993 بإنفرنيس في المملكة المتحدة ) هو لاعب كرة قدم بريطاني في مركز الهجوم. لعب مع نادي روس كاونتي ونادي دمبرتون وBrora Rangers F.C. ‏ وForres Mechanics F.C. ‏.

## وصلات خارجية
- ستيفن روس على موقع قاعدة بيانات كرة القدم.إي يو (الإنجليزية)
- ستيفن روس على موقع Soccerway.com (الإنجليزية)